# 2015 en astronautique
Chronologie de l'astronautique
- 2011
- 2012
- 2013
- 2014
- 2015
- 2016
- 2017
- 2018
- 2019

Cette page présente la chronologie des événements qui se sont produits durant l'année 2015 dans le domaine de l'astronautique.

## Synthèse de l'activité spatiale en 2015

### Exploration du système solaire

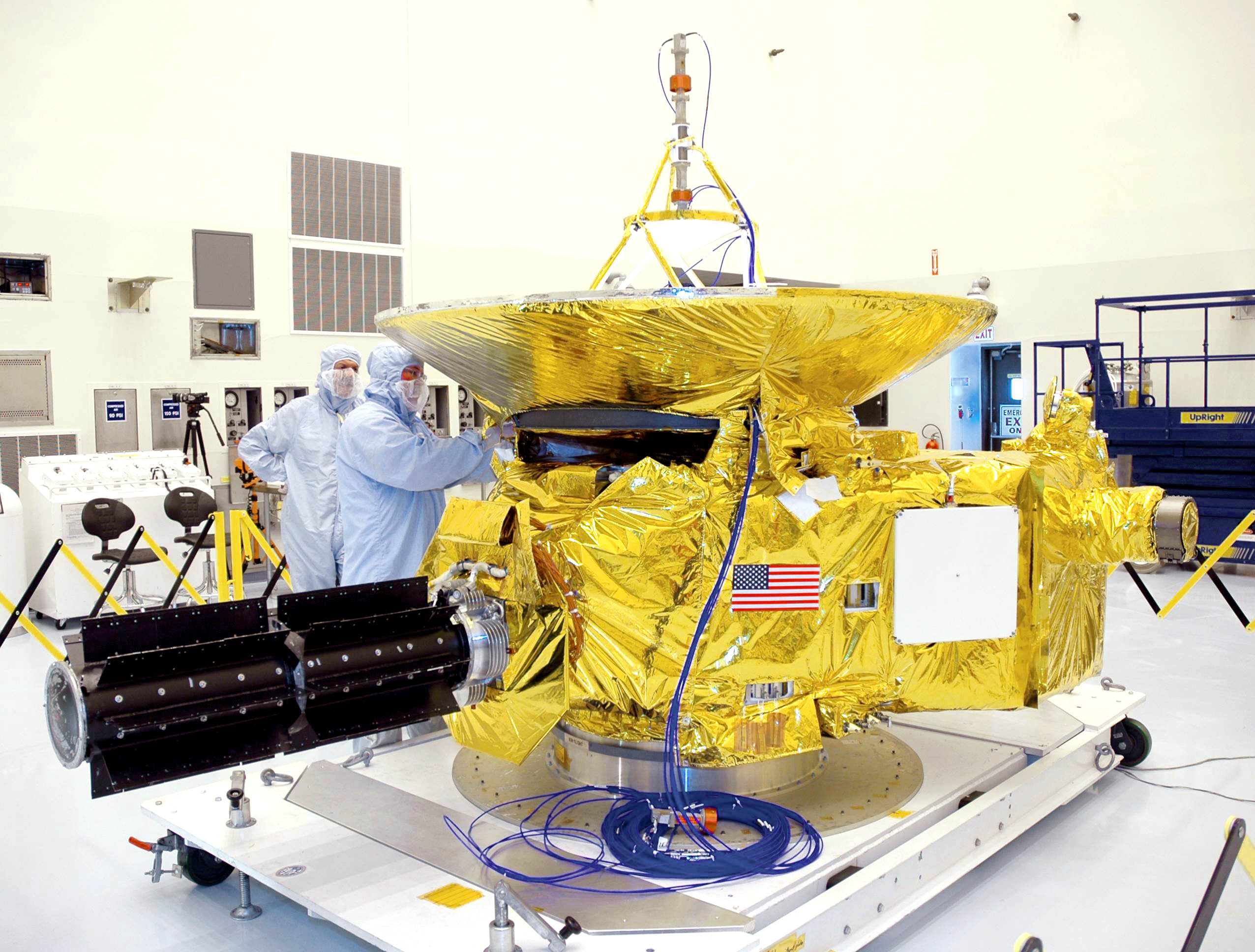
New Horizons a effectué le premier survol de Pluton en juillet.

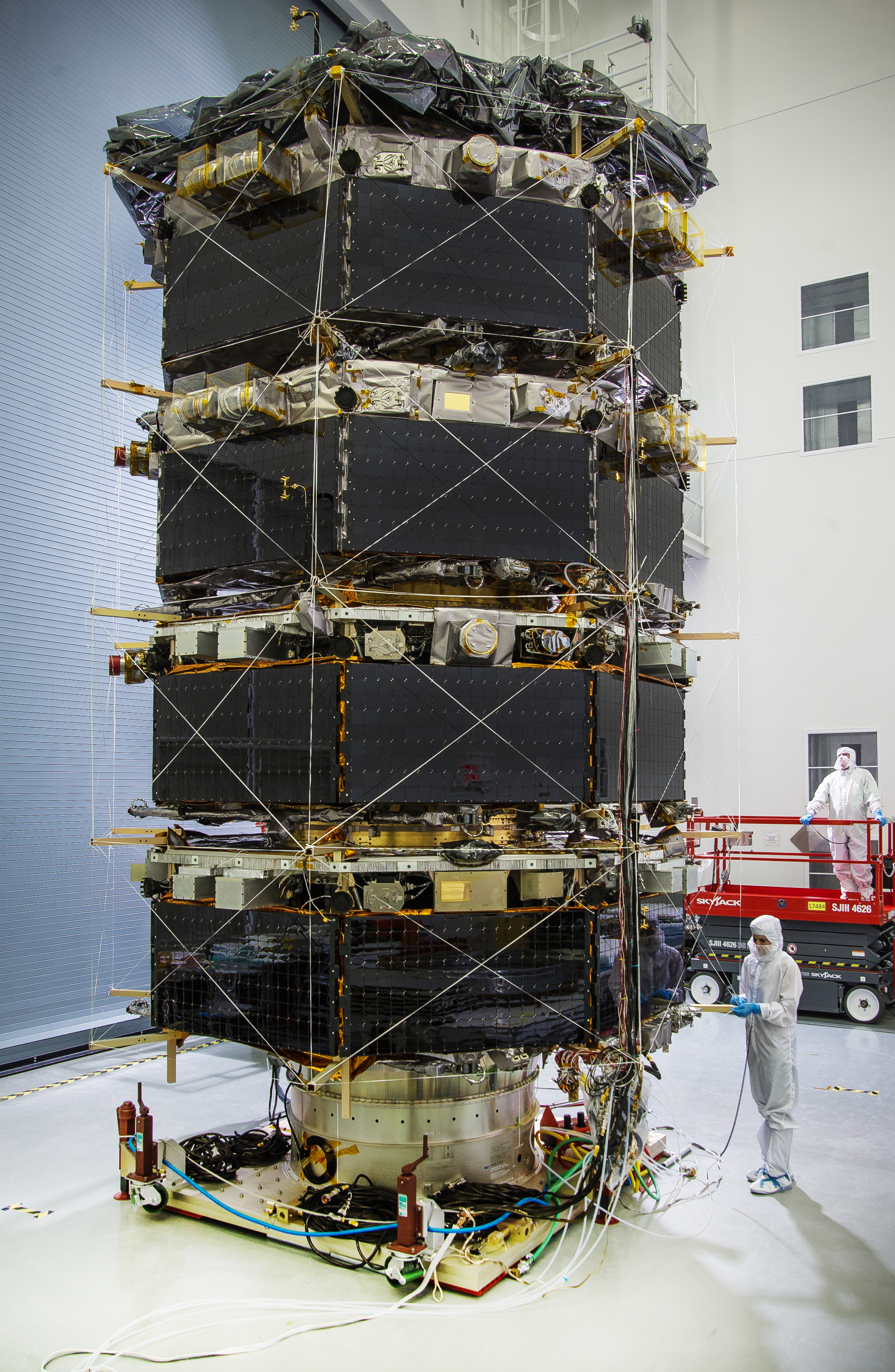
Les quatre satellites MMS de la NASA assemblés avant des tests de vibration

En 2015 aucune sonde spatiale n'est lancée pour étudier le système solaire. Par contre des événements notables surviennent pour quatre engins lancés vers d'autres corps célestes réalisent des premières :
- La sonde spatiale Dawn de la NASA se met en orbite autour de Cérès en avril et effectue les premières observations rapprochées de cette planète naine. Le 14 juillet la sonde  New Horizons effectue le premier survol de Pluton et de ses satellites objectif principal d'une mission entamée 10 ans plus tôt. Les données recueillies durant sa traversée du système plutonien seront transmises tout au long de l'année suivante.
- La sonde spatiale européenne Rosetta continue à orbiter autour de Tchourioumov-Guerassimenko alors que l'activité de la comète continue à croitre jusqu'à ce que celle-ci atteigne le point de son orbite le plus proche du Soleil en aout. La sonde ne parvient pas à reprendre contact avec le petit atterrisseur Philae posé sur le sol.
- La sonde spatiale japonaise Akatsuki effectue une deuxième tentative d'insertion en orbite autour de Vénus, après un premier échec fin 2010. Le 7 décembre 2015 Akatsuki elle parvient à se placer sur une orbite de 444 000 × 400 km avec une période de 13 jours et 14 heures et une inclinaison de 3̟°[1].
- Le 30 avril, la sonde spatiale de la NASA MESSENGER qui étudie  Mercure depuis mars 2011 s'écrase volontairement sur le sol de la planète après avoir épuisé son carburant[2],[3].

### Satellites scientifiques
- Magnetospheric Multiscale Mission, une constellation de 4 satellites scientifiques de la NASA, est lancée le 13 mars 2015 pour étudier la magnétosphère de la Terre.
- La NASA lance le 31 janvier 2015 le satellite SMAP qui doit mesurer l'humidité du sol. En juillet 2015 le radar sur lequel repose l'ensemble de la mission tombe en panne. L'agence spatiale met fin à la mission en septembre de la même année
- Le satellite Deep Space Climate Observatory développé initialement sur une proposition du vice-président Al Gore est lancé le 11 février 2015 et placé au point de Lagrange L1 à la fois pour surveiller les éruptions solaires et fournir une vue continue de la planète Terre.
- DAMPE est un observatoire spatial chinois placé en orbite le 17 décembre 2015 qui doit étudier les rayons gamma à haute énergie ainsi que les rayons cosmiques. Le satellite a pour objectif principal la détection d'éventuelles signatures de la matière noire.

### Lanceurs
Le petit lanceur américain SPARK développé par l'Université de Hawaï effectue son premier vol le 4 novembre mais est victime d'une défaillance du premier étage. Deux fusées chinoises effectuent leur premier vol : Longue Marche 6 et Longue Marche 11 sont tirées avec succès, respectivement les 19 et 25 septembre 2015.
Une première tentative de récupération du premier étage du lanceur Falcon 9 est effectuée en janvier. Après trois échecs, SpaceX réussit le 22 décembre à récupérer l'étage qui se pose verticalement sur un ponton flottant au large de la FLoride.
Plusieurs lanceurs sont victimes de défaillance au cours de leur lancement. Le 16 mai une fusée Proton ne parvient pas à satelliser sa charge utile à la suite de la défaillance d'une turbopompe d'un moteur vernier du troisième étage du lanceur. Une Falcon 9 explose en vol le 28 juin à la suite d'une défaillance dans la structure du second étage. Le système de séparation de la charge utile connait une défaillance sur le lanceur Soyouz-1 le 5 décembre.

### Autres
L’Agence spatiale européenne lance avec succès le 11 février l'IXV, une mini navette automatique destinée à tester les techniques de rentrée atmosphérique. Le démonstrateur européen LISA Pathfinder est lancé la 3 décembre pour valider les technologies qui sont retenues pour le futur satellite LISA/NGO

## Chronologie des lancements

### Janvier
| Date       | Lanceur           | Base de lancement | Orbite                 | Charge utile | Notes |
| 10 janvier | Falcon 9 V1.1     | Cap Canaveral     | Orbite basse           | SpaceX CRS-5 | ravitaillement de la station spatiale internationale. Échec de la tentative de récupération du 1er étage. |
| 21 janvier | Atlas V 551       | Cap Canaveral     | Orbite géostationnaire | MUOS 3       | Satellite de télécommunications militaire                                                                 |
| 31 janvier | Delta II 7320-10C | Vandenberg        | orbite basse           | SMAP         | Mesure de l'humidité du sol.                                                                              |

### Février
| Date        | Lanceur           | Base de lancement | Orbite                 | Charge utile                   | Notes                                                |
| 1er février | Proton-M / Briz-M | Baïkonour         | Orbite géostationnaire | Inmarsat-5F2                   | Télécommunications                                   |
| 1er février | H-IIA 202         | Tanegashima       | Orbite basse           | IGS                            | Satellite de reconnaissance radar                    |
| 2 février   | Safir             | Semnan            | Orbite basse           | Fajr                           | Satellite technologique                              |
| 11 février  | Falcon 9 V1.1     | Cap Canaveral     | Point de Lagrange L1   | Deep Space Climate Observatory | Météorologie spatiale                                |
| 11 février  | Vega              | Kourou            | vol suborbital         | IXV                            | Technologie : technique de rentrée atmosphérique     |
| 17 février  | Soyouz-U          | Baïkonour         | Orbite basse           | Progress M-26M                 | Ravitaillement de la station spatiale internationale |
| 27 février  | Soyouz-2.1a       | Plessetsk         | Orbite basse           | Bars-M                         | Satellite de reconnaissance                          |

### Mars
| Date         | Lanceur             | Base de lancement | Orbite                 | Charge utile                          | Notes                                                 |
| 2 mars       | Falcon 9 V1.1       | Cap Canaveral     | Orbite géostationnaire | Eutelsat 115 West B ABS-3A            | Satellites de télécommunications                      |
| 13 mars      | Atlas V 421         | Cap Canaveral     | Orbite moyenne         | Magnetospheric Multiscale Mission x 4 | Satellite d'étude de la magnétosphère                 |
| 18 mars      | Proton-M / Briz-M   | Baïkonour         | Orbite géostationnaire | Ekspress-AM7                          | Télécommunications                                    |
| vers 25 mars | Delta IV-M+ (4,2)   | Cap Canaveral     | orbite moyenne         | GPS IIF-9                             | Satellites de navigation                              |
| 25 mars      | Dnepr-1             | Iasny             | Orbite basse           | KOMPSAT-3A                            | Télédétection                                         |
| 26 mars      | H-IIA 202           | Tanegashima       | Orbite basse           | IGS                                   | Satellite de reconnaissance optique                   |
| 27 mars      | Soyouz-FG           | Baïkonour         | Orbite basse           | Soyouz TMA-16M                        | Relève équipage de la station spatiale internationale |
| 27 mars      | Soyouz 2.a / Fregat | Kourou            | Orbite moyenne         | Galileo-FOC 3 Galileo-FOC 4           | Satellite navigation.                                 |
| 28 mars      | PSLV-XL             | Satish Dhawan     | Orbite géosynchrone    | IRNSS-1D                              | Satellite de navigation                               |
| 30 mars      | Longue Marche 3C    | Xichang           | Orbite moyenne         | Beidou I1-S                           | Satellite de navigation                               |
| 31 mars      | Rokot / Briz-M      | Plessetsk         | Orbite basse           | Gonets x 3                            | Satellite de télécommunications                       |

### Avril
| Date     | Lanceur       | Base de lancement | Orbite                 | Charge utile      | Notes |
| 14 avril | Falcon 9 V1.1 | Cap Canaveral     | Orbite basse           | SpaceX CRS-6 (en) | ravitaillement de la station spatiale internationale |
| 26 avril | Ariane 5 ECA  | Kourou            | Orbite géostationnaire | Thor 7 Sicral 2   | Satellites de télécommunications (militaire pour Sicral 2) |
| 27 avril | Falcon 9 V1.1 | Cap Canaveral     | Orbite géostationnaire | TurkmenSat 1      | Satellites de télécommunications |
| 28 avril | Soyouz-U      | Baïkonour         | Orbite basse           | Progress M-27M    | Ravitaillement de la station spatiale internationale Échec Perte de contrôle du vaisseau liés à des dommages dus à une mauvaise conception du système de séparation avec le lanceur |

### Mai
| Date   | Lanceur             | Base de lancement | Orbite                 | Charge utile            | Notes |
| 16 mai | Proton-M/Bloc DM-03 | Baïkonour         | Orbite géostationnaire | Mexsat-1                | Télécommunications, Échec à la suite de la défaillance d'une turbopompe d'un moteur vernier du troisième étage du lanceur |
| 20 mai | Atlas V-501         | Cap Canaveral     | ?                      | AFSPC-5                 | 4e vol de la mini-navette spatiale X-37B                                                                                  |
| 27 mai | Ariane 5 ECA        | Kourou            | Orbite géostationnaire | DirecTV-15 Sky Mexico 1 | Satellites de télécommunications                                                                                          |

### Juin
| Date    | Lanceur          | Base de lancement | Orbite                | Charge utile            | Notes                                                       |
| 5 juin  | Soyouz-2.1       | Plessetsk         | Orbite basse          | Kobalt-M (Cosmos 2505)  | Satellite de reconnaissance                                 |
| 23 juin | Vega             | Kourou            | Orbite héliosynchrone | Sentinel-2A             | Observation de la Terre                                     |
| 23 juin | Soyouz-2.1b      | Plessetsk         | Orbite basse          | Persona 3 (Kosmos 2506) | Satellite de reconnaissance                                 |
| 26 juin | Longue Marche 4B | Taiyuan           | Orbite héliosynchrone | Gaofen 8                | Observation de la Terre (Gaofen)                            |
| 28 juin | Falcon 9 V1.1    | Cape Canaveral    | Orbite basse          | SpaceX CRS-7            | ravitaillement de la station spatiale internationale. Échec |

### Juillet
| Date       | Lanceur               | Base de lancement | Orbite                 | Charge utile         | Notes                                                           |
| 3 juillet  | Soyouz-U              | Baïkonour         | Orbite basse           | Progress M-28M       | Ravitaillement de la station spatiale internationale            |
| 10 juillet | PSLV-XL               | Satish Dhawan     | Orbite géosynchrone    | DMC-3 x 3            | Satellite d'observation de la Terre                             |
| 15 juillet | Ariane 5 ECA          | Kourou            | Orbite géostationnaire | Star One C4 MSG-4    | Satellite de télécommunications, satellite météorologique (MSG) |
| 15 juillet | Atlas V 401           | Cap Canaveral     | Orbite moyenne         | GPS 2F-10            | Satellite de navigation                                         |
| 22 juillet | Soyouz-FG             | Baïkonour         | Orbite basse           | Soyouz TMA-17M       | Relève équipage de la station spatiale internationale           |
| 24 juillet | Delta IV-M+ (5,2)     | Cap Canaveral     | orbite géostationnaire | WGS-7                | Satellites de télécommunications militaires                     |
| 25 juillet | Longue Marche 3B/YZ-1 | Xichang           | Orbite moyenne         | Beidou-3 M1 et -3 M2 | Satellites de navigation                                        |

### Août
| Date    | Lanceur          | Base de lancement | Orbite                 | Charge utile                  | Notes                                         |
| 19 août | H-IIB            | Tanegashima       | Orbite basse           | HTV-5                         | Vaisseau cargo spatial automatique vers l'ISS |
| 20 août | Ariane 5 ECA     | Kourou            | Orbite géostationnaire | Eutelsat 8 West B Intelsat 34 | Satellite de télécommunications               |
| 27 août | Longue Marche 4C | Taiyuan           | Orbite basse           | Yaogan-27                     | Satellite de reconnaissance                   |
| 27 août | GSLV-Mk II       | Satish Dhawan     | Orbite géostationnaire | GSAT-6                        | Télécommunications militaires                 |
| 28 août | Proton-M/Briz-M  | Baïkonour         | Orbite géostationnaire | Inmarsat-5F3                  | Télécommunications                            |

### Septembre
| Date         | Lanceur               | Base de lancement | Orbite                 | Charge utile                | Notes                                                                              |
| 2 septembre  | Soyouz-FG             | Baïkonour         | Orbite basse           | Soyouz TMA-18M              | Relève équipage de la station spatiale internationale                              |
| 2 septembre  | Atlas V 551           | Cap Canaveral     | Orbite géostationnaire | MUOS-4                      | Satellite de télécommunications militaire                                          |
| 11 septembre | Soyouz 2.1a / Fregat  | Kourou            | Orbite moyenne         | Galileo-FOC 5 Galileo-FOC 6 | Satellite navigation.                                                              |
| 12 septembre | Longue Marche 3B/E    | Xichang           | Orbite géostationnaire | TJSSW-1                     | Télécommunications                                                                 |
| 14 septembre | Longue Marche 2D      | Jiuquan           | Orbite héliosynchrone  | Gaofen 9                    | Satellite de reconnaissance                                                        |
| 14 septembre | Proton-M / Bloc DM-03 | Baïkonour         | Orbite géostationnaire | Ekspress-AM8                | Télécommunications                                                                 |
| 19 septembre | Longue Marche 6       | Taiyuan           | Orbite basse           | divers                      | Nouveau lanceur léger, 20 nano et micro satellites technologiques et radio amateur |
| 23 septembre | Rokot / Briz-KM       | Plessetsk         | Orbite basse           | Strela x 3                  | Télécommunications                                                                 |
| 25 septembre | Longue Marche 11      | Jiuquan           | Orbite basse           | Tianwang x 3                | Nouveau lanceur léger à propergol solide, satellites technologiques                |
| 28 septembre | PSLV-XL               | Satish Dhawan     | Orbite basse           | Astrosat                    | Observatoire rayons X                                                              |
| 30 septembre | Ariane 5 ECA          | Kourou            | Orbite géostationnaire | NBN-Co 1A ARSAT-2           | Satellite de télécommunications                                                    |

### Octobre
| Date        | Lanceur            | Base de lancement | Orbite                 | Charge utile   | Notes                                                |
| 1er octobre | Soyouz-U           | Baïkonour         | Orbite basse           | Progress M-29M | Ravitaillement de la station spatiale internationale |
| 2 octobre   | Atlas V 421        | Cap Canaveral     | Orbite géostationnaire | Mexsat-2       | Satellite de télécommunications                      |
| 7 octobre   | Longue Marche 2D   | Jiuquan           | Orbite basse           | Jilin x 4      | Satellites d'observation de la Terre                 |
| 8 octobre   | Atlas V 401        | Vandenberg        | orbite basse           | NROL-55        | Satellites de reconnaissance                         |
| 16 octobre  | Longue Marche 3B/E | Xichang           | Orbite géostationnaire | APStar-9       | Satellite de télécommunications                      |
| 16 octobre  | Proton-M / Briz-M  | Baïkonour         | Orbite géostationnaire | Türksat 4B     | Télécommunications                                   |
| 26 octobre  | Longue Marche 2D   | Jiuquan           | Orbite basse           | Tianhui 1C     | Cartographie                                         |
| 31 octobre  | Atlas V 401        | Cap Canaveral     | Orbite moyenne         | GPS IIF-11     | Satellite de navigation                              |

### Novembre
| Date        | Lanceur              | Base de lancement | Orbite                 | Charge utile            | Notes                                                   |
| 3 novembre  | Longue Marche 3B/E   | Xichang           | Orbite géostationnaire | ChinaSat-2C             | Satellite de télécommunications                         |
| 4 novembre  | SPARK                | Kauai             | Orbite basse           | ORS-4                   | Satellite technologique, vol inaugural du lanceur Échec |
| 8 novembre  | Longue Marche 4B     | Taiyuan           | Orbite héliosynchrone  | Yaogan-28               | Satellite de reconnaissance                             |
| 10 novembre | Ariane 5 ECA         | Kourou            | Orbite géostationnaire | Arabsat 6B GSAT-15 (en) | Satellites de télécommunications                        |
| 17 novembre | Soyouz 2.1b / Fregat | Plessetsk         | Orbite de toundra      | Toundra                 | satellite d'alerte précoce                              |
| 20 novembre | Longue Marche 3B/E   | Xichang           | Orbite géostationnaire | LaoSat-1                | Satellite de télécommunications                         |
| 24 novembre | H-IIA 204            | Tanegashima       | Orbite géostationnaire | Telstar 12V             | Satellite de télécommunications                         |
| 26 novembre | Longue Marche 4C     | Taiyuan           | Orbite héliosynchrone  | Yaogan-28               | Satellite de reconnaissance                             |

### Décembre
| Date        | Lanceur              | Base de lancement | Orbite                 | Charge utile                | Notes |
| 3 décembre  | Vega                 | Kourou            | Point de Lagrange L1   | LISA Pathfinder             | Démonstrateur technologique                                                                                        |
| 5 décembre  | Soyouz 2.1v / Volga  | Plessetsk         | Orbite héliosynchrone  | Kanopous-ST                 | Satellite d'observation de la Terre Échec défaillance du système de séparation du satellite avec l'étage supérieur |
| 6 décembre  | Atlas V 401          | Cap Canaveral     | Orbite basse           | Cygnus OA-4 (en)            | Ravitaillement de la Station spatiale internationale                                                               |
| 9 décembre  | Longue Marche 3B/E   | Xichang           | Orbite géostationnaire | ChinaSat-1C                 | Satellite de télécommunications                                                                                    |
| 11 décembre | Zenit-3F             | Baïkonour         | Orbite géostationnaire | Electro-L 2                 | Météorologie |
| 13 décembre | Proton-M / Briz-M    | Baïkonour         | Orbite géostationnaire | Garpoun                     | Télécommunications militaires (relais)                                                                             |
| 15 décembre | Soyouz-FG            | Baïkonour         | Orbite basse           | Soyouz TMA-19M              | Relève équipage de la station spatiale internationale                                                              |
| 16 décembre | PSLV-CA              | Satish Dhawan     | Orbite basse           | TeLEOS-1, VELOX C1,..       | Observation de la Terre                                                                                            |
| 17 décembre | Soyouz 2.1a / Fregat | Kourou            | Orbite moyenne         | Galileo-FOC 7 Galileo-FOC 8 | Satellites de navigation.                                                                                          |
| 17 décembre | Longue Marche 2D     | Jiuquan           | Orbite héliosynchrone  | DAMPE                       | Observatoire astronomique                                                                                          |
| 21 décembre | Soyouz-U             | Baïkonour         | Orbite basse           | Progress MS-1               | Ravitaillement de la station spatiale internationale. Premier vol d'une nouvelle version de Progress.              |
| 22 décembre | Falcon 9 V1.1        | Cap Canaveral     | Orbite basse           | Orbcomm-2 x 11              | Satellite de télécommunications. Premier atterrissage réussi du premier étage.                                     |
| 24 décembre | Proton-M / Briz-M    | Baïkonour         | Orbite géostationnaire | Ekspress-AMU1               | Télécommunications                                                                                                 |
| 28 décembre | Longue Marche 4B     | Taiyuan           | Orbite héliocentrique  | Gaofen 4                    | Observation de la Terre (Gaofen)                                                                                   |

## Vol orbitaux

### Par pays
| Pays       | Lancements | Succès | Échecs | Échecs partiels | Remarques |
| ---------- | ---------- | ------ | ------ | --------------- | --------- |
| Chine      | 19         | 19     | 0      | 0               |           |
| États-Unis | 20         | 18     | 2      | 0               |           |
| Europe     | 9          | 9      | 0      | 0               |           |
| Inde       | 5          | 5      | 0      | 0               |           |
| Iran       | 1          | 1      | 0      | 0               |           |
| Japon      | 4          | 4      | 0      | 0               |           |
| Russie     | 29         | 26     | 1      | 2               |           |
| Total      | 87         | 82     | 3      | 2               |           |

### Par lanceur
| Lanceur              | Pays       | Lancements | Succès | Échecs | Échecs partiels | Remarques   |
| -------------------- | ---------- | ---------- | ------ | ------ | --------------- | ----------- |
| Ariane 5 ECA         | Europe     | 6          | 6      | 0      | 0               |             |
| Atlas V              | États-Unis | 9          | 9      | 0      | 0               |             |
| Delta II             | États-Unis | 1          | 1      | 0      | 0               |             |
| Delta IV             | États-Unis | 2          | 2      | 0      | 0               |             |
| Dnepr-1              | Ukraine    | 1          | 1      | 0      | 0               |             |
| Falcon 9             | États-Unis | 7          | 6      | 1      | 0               |             |
| GSLV                 | Inde       | 1          | 1      | 0      | 0               |             |
| H-IIA                | Japon      | 3          | 3      | 0      | 0               |             |
| H-IIB                | Japon      | 1          | 1      | 0      | 0               |             |
| Longue Marche 2      | Chine      | 4          | 4      | 0      | 0               |             |
| Longue Marche 3      | Chine      | 9          | 9      | 0      | 0               |             |
| Longue Marche 4      | Chine      | 4          | 4      | 0      | 0               |             |
| Longue Marche 6      | Chine      | 1          | 1      | 0      | 0               | Premier vol |
| Longue Marche 11     | Chine      | 1          | 1      | 0      | 0               | Premier vol |
| Proton               | Russie     | 8          | 7      | 1      | 0               |             |
| PSLV                 | Inde       | 4          | 4      | 0      | 0               |             |
| Rockot               | Russie     | 2          | 2      | 0      | 0               |             |
| Safir                | Iran       | 1          | 1      | 0      | 0               |             |
| Soyouz               | Russie     | 17         | 15     | 0      | 2               |             |
| SPARK (Super Strypi) | États-Unis | 1          | 0      | 1      | 0               |             |
| Vega                 | Europe     | 3          | 3      | 0      | 0               |             |
| Zenit                | Ukraine    | 1          | 1      | 0      | 0               |             |

### Par site de lancement
| Site          | Pays       | Lancements | Succès | Échecs | Échecs partiels | Remarques |
| ------------- | ---------- | ---------- | ------ | ------ | --------------- | --------- |
| Baïkonour     | Kazakhstan | 18         | 16     | 1      | 1               |           |
| Barking Sands | États-Unis | 1          | 0      | 1      |                 |           |
| Cap Canaveral | États-Unis | 17         | 16     | 1      |                 |           |
| Iasny         | Russie     | 1          | 1      |        |                 |           |
| Jiuquan       | Chine      | 5          | 5      |        |                 |           |
| Kourou        | France     | 12         | 12     |        |                 |           |
| Jiuquan       | Chine      | 5          | 5      |        |                 |           |
| Plessetsk     | Russie     | 7          | 6      |        | 1               |           |
| Satish Dhawan | Inde       | 5          | 5      |        |                 |           |
| Semnan        | Iran       | 1          | 1      |        |                 |           |
| Taiyuan       | Chine      | 5          | 5      |        |                 |           |
| Tanegashima   | Japon      | 4          | 4      |        |                 |           |
| Vandenberg    | États-Unis | 2          | 2      |        |                 |           |
| Xichang       | Chine      | 9          | 9      |        |                 |           |

### Par type d'orbite
| Orbite                 | Lancements | Succès | Échecs | Atteints par accident |
| ---------------------- | ---------- | ------ | ------ | --------------------- |
| Basse                  | 44         | 41     | 2      | 1                     |
| Moyenne                | 7          | 7      |        |                       |
| Géosynchrone/transfert | 32         | 31     | 1      |                       |
| Orbite haute           | 3          | 3      |        |                       |

## Survols et contacts planétaires
| Date         | Sonde spatiale  | Événement                                                      | Remarque                                   |
| ------------ | --------------- | -------------------------------------------------------------- | ------------------------------------------ |
| 11 janvier   | Cassini-Huygens | 109e survol de Titan                                           | Distance de 970 km                         |
| 10 février   | Cassini-Huygens | 110e survol de Rhéa                                            | Distance de 46 900 km                      |
| 12 février   | Cassini-Huygens | 110e survol de Titan                                           | Distance de 1 200 km                       |
| 16 mars      | Cassini-Huygens | 111e survol de Titan                                           | Distance de 2 280 km                       |
| avril        | Dawn            | insertion en orbite autour de la planète naine Cérès           | Distance de 61 000 km                      |
| 30 avril     | MESSENGER       | La sonde s'écrase sur le sol de Mercure                        |                                            |
| 7 mai        | Cassini-Huygens | 112e survol de Titan                                           | Distance de 2 270 km                       |
| 31 mai       | Cassini-Huygens | survol de Hyperion                                             | Distance de 33 400 km                      |
| 16 juin      | Cassini-Huygens | survol de Dione                                                | Distance de 516 km                         |
| 5 juillet    | Cassini-Huygens | survol de Telesto                                              | Distance de 14 200 km                      |
| 7 juillet    | Cassini-Huygens | 113e survol de Titan                                           | Distance de 11 000 km                      |
| 14 juillet   | New Horizons    | Premier survol de la planète naine Pluton et de sa lune Charon | Distance de 13 700 km                      |
| 27 juillet   | Cassini-Huygens | survol de Dione                                                | Distance de 60 500 km                      |
| 17 août      | Cassini-Huygens | survol de Dione                                                | Distance de 479 km (et Téthys à 41 900 km) |
| 18 août      | Cassini-Huygens | survol de Encélade                                             | Distance de 53 200 km                      |
| 8 septembre  | Cassini-Huygens | survol de Dione                                                | Distance de 41 900 km                      |
| 28 septembre | Cassini-Huygens | 113e survol de Titan                                           | Distance de 1 040 km                       |
| 30 septembre | Cassini-Huygens | survol de Dione                                                | Distance de 40 800 km et Mimas 64 800 km)  |
| 1er octobre  | Cassini-Huygens | survol de Rhéa                                                 | Distance de 57 900 km                      |
| 14 octobre   | Cassini-Huygens | survol de Encélade                                             | Distance de 1 845 km                       |
| 28 octobre   | Cassini-Huygens | survol de Encélade                                             | Distance de 49 km                          |
| 11 novembre  | Cassini-Huygens | survol de Téthys                                               | Distance de 8 380 km                       |
| 13 novembre  | Cassini-Huygens | 113e survol de Titan                                           | Distance de 11 900 km                      |
| 23 novembre  | Cassini-Huygens | survol de Téthys                                               | Distance de 17 400 km                      |
| 8 décembre   | Akatsuki        | Insertion en orbite autour de Vénus                            |                                            |
| décembre     | Dawn            | insertion en orbite basse autour de la planète naine Cérès     | Distance de 375 km                         |
| 19 décembre  | Cassini-Huygens | survol de Encélade                                             | Distance de 5 000 km                       |
| 31 décembre  | Cassini-Huygens | survol de Rhéa                                                 | Distance de 24 600 km                      |

## Sorties extra-véhiculaires
Toutes les sorties sont effectuées au cours de missions de maintenance de la Station spatiale internationale :
- 21 février : Barry E. Wilmore et Terry W. Virts déplacent les câbles acheminant le courant et les données situés à l'extrémité avant du module Harmony pour préparer l'installation de la version du système d'amarrage de type International Docking Adapter (6 h 41 min).
- 25 février : Barry E. Wilmore et Terry W. Virts complètent les travaux précédents et déplacent certains systèmes installés au niveau des ports d'amarrage avant et arrière du module Tranquillity en vue de prérarer le déplacement du module Permanent Multipurpose Module|PMM et l'installation du module gonglable Bigelow. Ils lubrifient l'extrémité du bras de Canadarm 2 (6 h 43 min).
- 1er mars : Barry E. Wilmore et Terry W. Virts  achèvent les travaux de reroutage des câbles, installent une antenne et un rétroréflecteur des deux côtés de la poutre maîtresse de la station spatiale internationale, pour préparer l'installation des nouveaux systèmes d'amarrage (5 h 38 min).
- 10 août : Gennady Padalka et Mikhail Korniyenko  installent des dispositifs destinés à faciliter les mouvements des membres d'équipage lors des prochaines sorties extravéhiculaires, nettoient les hublots du module Zvezda, installent des fixations sur des antennes, remplacent une antenne détériorée située sur un port d'ammarrage, prennent des photos de différents emplacements sur le module Zvezda et récupèrent une expérience sur l'environnement spatial (5 h 31 min).
- 28 octobre : Scott Kelly et Kjell N. Lindgren préparent le Main Bus Switching pour une réparation, mettent en place une isolation thermique sur le Spectromètre magnétique Alpha, lubrifient des éléments du Space Station Remote Manipulator System et modifient le câblage pour préparer l'installation du International Docking Adapter (7 h 16).
- 6 novembre : Scott Kelly et Kjell N. Lindgren rétablissent la configuration originelle du système de régulation thermique en ramenant au niveau normal l'ammoniaque circulant dans les circuits primaires et secondaires (7 h 48).
- 21 décembre : Scott Kelly et Timothy Kopra débloquent un frein du Mobile Servicing System pour que celui-ci puisse être garé proprement lors de l'arrivée du cargo spatial Progress, modifie le câblage pour préparer l'installation du module Nauka et du module d'amarrage International Docking Adapter et récupèrent des outils dans une boite à outils (3 h 16).

### Sources
- (en) Jonathan McDowell, Space Activities in 2015, janvier 2016, 8 p. (lire en ligne)
- (en) Gunter Krebs, « Orbital Launches of 2015 », Gunter's Space Page
- (en) Erik Kulu, « World's largest database of nanosatellites, over 3600 nanosats and CubeSats », sur Nanosats Database (consulté le 9 janvier 2023)